# Jezus ben Damneüs
Jezus ben Damneüs was hogepriester in de Joodse tempel in Jeruzalem van 62 tot 63 na Chr. Hij was de opvolger van Ananus ben Ananus, die onverwachts uit zijn ambt werd gezet, omdat hij zijn hand overspeeld had.
Tijdens het hogepriesterschap van Jezus ben Damneüs liet Ananias ben Nebedeüs, die zelf eerder hogepriester was geweest, gewapende dienaren de tienden innen van het gewone volk, die bedoeld waren als loon voor de priesters. Vermoedelijk keurde Jezus ben Damneüs Ananias' handelwijze af, maar was zijn invloed te gering om iets tegen hem te ondernemen, aangezien Ananias in de gunst stond bij de plaatsvervangend procurator Albinus.
Na slechts een kort hogepriesterschap werd Jezus ben Damneüs uit zijn ambt gezet en opgevolgd door Jezus ben Gamaliël. Jezus ben Damneüs aanvaardde zijn afzetting aanvankelijk niet. Dit leidde tot een hevig conflict, dat zelfs uitliep op fysiek geweld. Dit mocht echter niet baten; de benoeming van de nieuwe hogepriester bleef van kracht.